# بيزابدي

خريطة توضح الحدود الرومانية الساسانية في أواخر العصور القديمة (القرنين الرابع والسابع)

بيزابدي أو بيزابدة كانت مدينة محصنة على الحدود الرومانية الشرقية. تقع في الزبدية، ولعبت دورًا في الحروب الرومانية الفارسية في القرن الرابع. وقد حُوصرَت مرتين في عام 360، وقد رواها بالتفصيل أميانوس مارسيلينوس. استولى [الإنجليزية] الساسانيون بقيادة شابور الثاني على بيزابدي، على الرغم من المقاومة الشديدة من ثلاثة فيالق رومانية ورماة محليين. فشلت الهجمة الرومانية [الإنجليزية] المضادة بقيادة قسطنطيوس الثاني، ولكنها عادت إلى أيدي الرومان بعد انسحاب الساسانيين. تم التنازل عن بيزبدي للساسانيين بموجب معاهدة السلام الفارسية الرومانية عام 363 [الإنجليزية]، وبعد ذلك اختفت من السجلات التاريخية.
يلاحظ جيمس كرو: "كان يُعتقد سابقًا أن بيزابدة تقع بالقرب من جزيرة ابن عمر الحديثة، على الضفة الغربية لنهر دجلة. ومع ذلك، فقد حدد المسح الأثري موقعًا رومانيًا متأخرًا رئيسًا في إسكي هندق، على بُعد 13 كم (8 أميال) شمال غرب جزيرة ابن عمر. شكل المدينة شبه منحرف، وكانت تقع فوق النهر. ويمكن رؤيتها مقسمة إلى منطقتين مسورتين متميزتين، مع ملحق غربي وآثار واضحة لأبراج بارزة ودفاعات متعددة".